# Ivan Ivanovič Martynov
Ivan Ivanovič Martynov (1771 Pěrevoločna — 1. listopadugreg. / 20. říjnajul. 1833 Petrohrad) byl ruský filolog a botanik.

## Život
Narodil se v rodině popa. V letech 1788 až 1792 studoval v Alexandro-Něvském semináři. Poté se stal učitelem řeckého jazyka, latinské gramatiky, poezie a rétoriky. Následně pracoval v zahraničním obchodě. Od roku 1796 začal vydávat časopis «Муза», a spolupracoval s mnoha umělci.
Roku 1797 se Martynov stal učitelem ruského jazyka a geografie ve Smolném institutu pro urozené dívky. Přeložil také mnoho děl, například Homéra nebo Pindara. V letech 1804 až 1805 vydával žurnál Severní věstník.

## Dílo
- Техно-ботанический словарь, 1820, slovník botanické terminologie a nomenklatury